# La Cañada del Varal
La Cañada del Varal är en ort i Mexiko.   Den ligger i kommunen Amealco de Bonfil och delstaten Querétaro Arteaga, i den sydöstra delen av landet, 140 km nordväst om huvudstaden Mexico City. La Cañada del Varal ligger 2 476 meter över havet och antalet invånare är 148.
Terrängen runt La Cañada del Varal är kuperad åt nordost, men åt sydväst är den platt. Runt La Cañada del Varal är det ganska tätbefolkat, med 75 invånare per kvadratkilometer. Närmaste större samhälle är Amealco, 8,5 km nordost om La Cañada del Varal. I omgivningarna runt La Cañada del Varal växer huvudsakligen savannskog.